# Вольфен
Вольфен (нем. Wolfen) — бывший город в Германии, в земле Саксония-Анхальт. 
В 2007 году, объединившись с городом Биттерфельд, образовал город Биттерфельд-Вольфен.
Входил в состав района Анхальт-Биттерфельд. Подчиняется управлению Вольфен. Население 25 271 чел. Занимает площадь 23,13 км².
Имеет город-побратим в России — Дзержинск
Город подразделяется на 6 городских районов.